# Chase Sherman
Chase Sherman (D'Iberville, 16 de novembro de 1989) é um lutador americano de artes marciais mistas (MMA) que atualmente compete na categoria peso-pesado do UFC.

## Início
Nascido e criado em D'Iberville, Mississippi, Sherman jogou futebol americano na D'Iberville High School. Ele continuou no esporte e ganhou uma bolsa na Jones Junior College, antes de se transferir para uma universidade divisão II da NCAA, a Delta State University. Na Delta State, Sherman ajudou sua equipe a chegar na final  do campeonato nacional da divisão 2 em 2010. Sherman chegou a se formar em ciências do esporte. Em 2019, Sherman revelou que havia se formado na academia de bombeiros, e que estava apto a trabalhar na profissão.

## Carreira no MMA

### Ultimate Fighting Championship
Sherman fez sua estreia no UFC em 6 de agosto de 2016 no UFC Fight Night: Rodríguez vs. Caceres contra Justin Ledet. Ele perdeu por decisão unânime.
Sherman enfrentou Walt Harris em 15 de janeiro de 2017 no UFC Fight Night: Rodríguez vs. Penn. Ele perdeu por nocaute no segundo round.
Em sua terceira luta na organização, Sherman enfrentou Rashad Coulter em 13 de maio de 2017 no UFC 211: Miocic vs. dos Santos II Sherman venceu por nocaute no segundo round. Ambos lutadores foram premiados com o bônus de “Luta da Noite”..
Prestes a fazer sua quarta luta na organização, Sherman anunciou que havia assinado um novo contrato de 4 lutas com o UFC.
Em sua próxima luta, Sherman enfrentou Damian Grabowski em 22 de julho de 2017 no UFC on Fox: Weidman vs. Gastelum. Ele venceu por decisão unânime.
Sherman enfrentou Shamil Abdurakhimov em 25 de novembro de 2017 no UFC Fight Night: Bisping vs. Gastelum. Ele perdeu por nocaute no primeiro round.
Sherman enfrentou Justin Willis em 21 de abril de 2018 no UFC Fight Night: Barboza vs. Lee. Ele perdeu por decisão unânime.
Na última luta do seu contrato, Sherman enfrentou Augusto Sakai no UFC Fight Night: Santos vs. Anders em 22 de setembro de 2018. Ele perdeu por nocaute no segundo round.

### Carreira Pós-UFC
Após ser demitido do UFC ,Sherman voltou a lutar pela Island Fights em 21 de dezembro de 2018 contra Frank Tate. Ele venceu por nocaute no primeiro round.
Sherman em seguida enfrentou Jeremy May em 7 de fevereiro de 2019 no Island Fights 52. Ele venceu por nocaute técnico no primeiro round.
Sherman enfrentou Rashaun Jackson em 9 de maio dd 2019, no Island Fights 56.  Ele venceu a luta por nocaute no primeiro round.

### Retorno ao UFC
Sherman retornou ao UFC e em sua re-estreia enfrentou Isaac Villanueva em 13 de maio de 2020 no UFC Fight Night: Smith vs. Teixeira. Ele venceu por nocaute técnico no segundo round.

## Bare Knuckle Fighting Championship
Na primavera de 2019, Sherman assinou um contrato com o Bare Knuckle Fighting Championship, uma organização de Boxe sem luvas. Ele enfrentou Sam Shewmaker no Bare Knuckle FC 5 em 6 de abril de 2019. A luta terminou em um empate dividido.
Em sua segunda luta pela organização, Sherman desafiou Arnold Adams pelo cinturão peso pesado do BKFC no BKFC 7 em 10 de agosto de 2019. Ele venceu por decisão unânime.
Sherman enfrentou Joey Beltran para defender o cinturão no Bare Knuckle FC 9 em 16 de novembro de 2019. Após 5 rounds, Sherman perdeu a luta por decisão unânime.

## Cartel no MMA
| Cartel no MMA   |             |            |
| 24 lutas        | 15 vitórias | 9 derrotas |
| Por nocaute     | 14          | 4          |
| Por finalização | 0           | 1          |
| Por decisão     | 1           | 4          |

| Res.    | Cartel | Oponente            | Método                                   | Evento                                  | Data       | Round | Tempo | Local                        | Notas                 |
| ------- | ------ | ------------------- | ---------------------------------------- | --------------------------------------- | ---------- | ----- | ----- | ---------------------------- | --------------------- |
| Derrota | 16-12  | Karl Williams       | Decisão (unânime)                        | UFC on ABC: Rozenstruik vs. Almeida     | 13/05/2023 | 3     | 5:00  | Charlotte, Carolina do Norte |                       |
| Derrota | 16-11  | Waldo Cortes-Acosta | Decisão (unânime)                        | UFC Fight Night: Nzechukwu vs. Cuțelaba | 19/11/2022 | 3     | 5:00  | Las Vegas, Nevada            |                       |
| Vitória | 16-10  | Jared Vanderaa      | Nocaute Técnico (socos)                  | UFC on ESPN: dos Anjos vs. Fiziev       | 09/07/2022 | 3     | 3:10  | Las Vegas, Nevada            | Performance da Noite. |
| Derrota | 15-10  | Alexander Romanov   | Finalização (chave de dedo)              | UFC on ESPN: Font vs. Vera              | 30/04/2022 | 1     | 2:11  | Las Vegas, Nevada            |                       |
| Derrota | 15-9   | Jake Collier        | Finalização (mata leão)                  | UFC on ESPN: Kattar vs. Chikadze        | 15/01/2022 | 1     | 2:26  | Las Vegas, Nevada            |                       |
| Derrota | 15–8   | Parker Porter       | Decisão (unânime)                        | UFC on ESPN: Cannonier vs. Gastelum     | 21/08/2021 | 3     | 5:00  | Las Vegas, Nevada            |                       |
| Derrota | 15-7   | Andrei Arlovski     | Decisão (unânime)                        | UFC on ESPN: Whittaker vs. Gastelum     | 17/04/2021 | 3     | 5:00  | Las Vegas, Nevada            |                       |
| Vitória | 15-6   | Isaac Villanueva    | Nocaute Técnico (cotovelada e socos)     | UFC Fight Night: Smith vs. Teixeira     | 13/05/2020 | 2     | 0:49  | Jacksonville, Florida        |                       |
| Vitória | 14-6   | Rashaun Jackson     | Nocaute Técnico (chute na perna e socos) | Island Fights 56                        | 09/05/2019 | 1     | 0:59  | Orange Beach, Alabama        |                       |
| Vitória | 13-6   | Jeremy May          | Nocaute Técnico (socos)                  | Island Fights 52                        | 07/02/2019 | 1     | 3:18  | Pensacola, Florida           |                       |
| Vitória | 12-6   | Frank Tate          | Nocaute Técnico (socos)                  | Island Fights 51                        | 21/12/2018 | 1     | 4:05  | Pensacola, Florida           |                       |
| Derrota | 11-6   | Augusto Sakai       | Nocaute Técnico (socos)                  | UFC Fight Night: Santos vs. Anders      | 22/09/2018 | 3     | 4:03  | São Paulo                    |                       |
| Derrota | 11-5   | Justin Willis       | Decisão (unânime)                        | UFC Fight Night: Barboza vs. Lee        | 21/04/2018 | 3     | 5:00  | Atlantic City, New Jersey    |                       |
| Derrota | 11-4   | Shamil Abdurakhimov | Nocaute (soco)                           | UFC Fight Night: Bisping vs. Gastelum   | 25/11/2017 | 1     | 1:24  | Shanghai                     |                       |
| Vitória | 11-3   | Damian Grabowski    | Decisão (unânime)                        | UFC on Fox: Weidman vs. Gastelum        | 22/07/2017 | 3     | 5:00  | Uniondale, New York          |                       |
| Vitória | 10-3   | Rashad Coulter      | Nocaute (cotovelada)                     | UFC 211: Miocic vs. dos Santos II       | 13/05/2017 | 2     | 3:36  | Dallas, Texas                | Luta da Noite.        |
| Derrota | 9-3    | Walt Harris         | Nocaute (joelhada e socos)               | UFC Fight Night: Rodríguez vs. Penn     | 15/01/217  | 2     | 2:41  | Phoenix, Arizona             |                       |
| Derrota | 9-2    | Justin Ledet        | Decisão (unânime)                        | UFC Fight Night: Rodríguez vs. Caceres  | 06/08/2016 | 3     | 5:00  | Salt Lake City, Utah         |                       |
| Vitória | 9-1    | Jack May            | Nocaute Técnico (lesão)                  | Titan FC 38                             | 30/04/2016 | 1     | 0:56  | Miami, Florida               |                       |
| Vitória | 8-1    | Sammy Collingwood   | Nocaute (socos)                          | Island Fights 37                        | 11/03/2016 | 1     | 1:03  | Pensacola, Florida           |                       |
| Vitória | 7-1    | Russ Johnson        | Nocaute (soco)                           | FFI: Blood and Sand 17                  | 27/06/2015 | 1     | 1:40  | Biloxi, Mississippi          |                       |
| Vitória | 6-1    | Brad Johnson        | Nocaute Técnico (socos)                  | FFI: Blood and Sand 16                  | 14/03/2015 | 1     | 1:00  | Biloxi, Mississippi          |                       |
| Derrota | 5-1    | Alex Nicholson      | Nocaute Técnico (socos)                  | Island Fights 31                        | 05/12/2014 | 1     | N/A   | Pensacola, Florida           |                       |
| Vitória | 5-0    | Wes Little          | Nocaute Técnico (socos)                  | FFI: Blood and Sand 15                  | 15/11/2014 | 1     | 4:00  | Biloxi, Mississippi          |                       |
| Vitória | 4-0    | Alex Rozman         | Nocaute Técnico (chute na perna)         | Island Fights 30                        | 01/11/2014 | 1     | N/A   | Pensacola, Florida           |                       |
| Vitória | 3-0    | Justin Thornton     | Nocaute Técnico (socos)                  | Island Fights 28                        | 09/05/2014 | 1     | 1:01  | Pensacola, Florida           |                       |
| Vitória | 2-0    | Chris Jensen        | Nocaute Técnico (socos)                  | Atlas Fights: Battle on Mobile Bay      | 12/04/2014 | 1     | 0:11  | Mobile, Alabama              |                       |
| Vitória | 1-0    | Braxton Smith       | Nocaute (socos)                          | V3 Fights: Johnson vs. Johnson          | 18/01/2014 | 1     | 2:08  | Memphis, Tennessee           |                       |

## Cartel no Bare Knuckle FC
| Cartel no MMA |           |           |
| 3 lutas       | 1 vitória | 1 derrota |
| Por decisão   | 1         | 1         |
| Empates       | 1         | 1         |

| Res.    | Cartel | Oponente      | Método            | Evento            | Data       | Round | Tempo | Local               | Notas                                                                |
| ------- | ------ | ------------- | ----------------- | ----------------- | ---------- | ----- | ----- | ------------------- | -------------------------------------------------------------------- |
| Derrota | 1–1–1  | Joey Beltran  | Decisão (unânime) | Bare Knuckle FC 9 | 16/11/2019 | 5     | 2:00  | Biloxi, Mississippi | Perdeu o Cinturão Peso Pesado do Bare Knuckle Fighting Championship. |
| Vitória | 1–0–1  | Arnold Adams  | Decisão (unânime) | Bare Knuckle FC 7 | 10/08/2019 | 5     | 2:00  | Biloxi, Mississippi | Ganhou o Cinturão Peso Pesado do Bare Knuckle Fighting Championship. |
| Empate  | 0–0–1  | Sam Shewmaker | Empate (dividido) | Bare Knuckle FC 5 | 06/04/2019 | 5     | 2:00  | Biloxi, Mississippi |                                                                      |